# Albo d'oro del campionato rumeno di calcio
La pagina elenca le squadre vincitrici del massimo livello del campionato rumeno di calcio, istituito per la prima volta nel 1909.

## Albo d'oro

### Campionato nazionale (1909-1921)
| Stagione  | Vincitore                         | Secondo                  | Terzo | Capocannoniere |
| --------- | --------------------------------- | ------------------------ | ----- | -------------- |
| 1909-1910 | Olympia Bucarest                  | Colentina Bucarest       | /     |                |
| 1910-1911 | Olympia Bucarest (2)              | United Ploiești          | /     |                |
| 1911-1912 | United Ploiești (1)               | Olympia Bucarest         | /     |                |
| 1912-1913 | Colentina Bucarest (1)            | Cercul Athletic Bucarest | /     |                |
| 1913-1914 | Colentina Bucarest (2)            | Bukarester FC            | /     |                |
| 1914-1915 | Româno-Americană Bucarest (1)     | Colentina Bucarest       | /     |                |
| 1915-1916 | Prahova Ploiești (1)              | Bukarester FC            | /     |                |
| 1916-1919 | Sospeso per la 1ª Guerra Mondiale | /                        | /     |                |
| 1919-1920 | Venus Bucarest (1)                | Tricolor Bucarest        | /     |                |
| 1920-1921 | Tricolor Bucarest (1)             | Venus Bucarest           | /     |                |

### Divizia A (1921-2006)
| Stagione  | Vincitore | Secondo | Terzo | Capocannoniere |
| --------- | --- | --- | --- | --- |
| 1921-1922 | Chinezul Timișoara | Victoria Cluj | / | |
| 1922-1923 | Chinezul Timișoara (2) | Victoria Cluj | / | |
| 1923-1924 | Chinezul Timișoara (3) | Oradea | / | |
| 1924-1925 | Chinezul Timișoara (4) | Jiul Petroșani | / | |
| 1925-1926 | Chinezul Timișoara (5) | Juventus Bucarest | / | |
| 1926-1927 | Chinezul Timișoara (6) | Colțea Brașov | / | |
| 1927-1928 | Colțea Brașov | Jiul Lupeni | / | |
| 1928-1929 | Venus Bucarest (2) | România Cluj | / | |
| 1929-1930 | Juventus Bucarest | Gloria CFR Arad | / | |
| 1930-1931 | CSM Reșița | Societatea de Gimnastică Sibiu | / | |
| 1931-1932 | Venus Bucarest (3) | CSM Reșița | / | |
| 1932-1933 | Ripensia Timișoara | U Cluj | Crișana Oradea | Ștefan Dobay (Ripensia Timisoara) (16) |
| 1933-1934 | Venus Bucarest (4) | Ripensia Timișoara | U Cluj | Ștefan Dobay (Ripensia Timisoara) (25) |
| 1934-1935 | Ripensia Timișoara (2) | Oradea | Venus Bucarest | Ștefan Dobay (Ripensia Timisoara) (24) |
| 1935-1936 | Ripensia Timișoara (3) | Vagonul Arad | Juventus Bucarest | Ștefan Barbu (CFR Bucarest) (23) |
| 1936-1937 | Venus Bucarest (5) | Rapid Bucarest | Ripensia Timișoara | Ștefan Dobay (Ripensia Timisoara) (23) Traian Iordache (Unirea Tricolor Bucarest) (23) |
| 1937-1938 | Ripensia Timișoara (4) | Rapid Bucarest | / | Árpád Thierjung (Chinezul Timișoara) (22) |
| 1938-1939 | Venus Bucarest (6) | Ripensia Timișoara | AMEF Arad | Adalbert Marksteiner (Ripensia Timișoara) (21) |
| 1939-1940 | Venus Bucarest (7) | Rapid Bucarest | Sportul Studențesc | Ștefan Auer (Rapid Bucarest) (21) |
| 1940-1941 | Unirea Tricolor Bucarest | Rapid Bucarest | Ripensia Timișoara | Ion Bogdan (Rapid Bucarest) (21) Valeriu Sony Niculescu (Unirea Tricolor Bucarest) (21)                                                                                                   |
| 1941-1942 | Campionato interrotto a causa della seconda guerra mondiale. Durante questo periodo si sono giocate la Coppa Bessarabia e due edizioni non ufficialmente riconosciute (1942-43 e 1943-44) | Campionato interrotto a causa della seconda guerra mondiale. Durante questo periodo si sono giocate la Coppa Bessarabia e due edizioni non ufficialmente riconosciute (1942-43 e 1943-44) | Campionato interrotto a causa della seconda guerra mondiale. Durante questo periodo si sono giocate la Coppa Bessarabia e due edizioni non ufficialmente riconosciute (1942-43 e 1943-44) | Campionato interrotto a causa della seconda guerra mondiale. Durante questo periodo si sono giocate la Coppa Bessarabia e due edizioni non ufficialmente riconosciute (1942-43 e 1943-44) |
| 1942-1943 | Campionato interrotto a causa della seconda guerra mondiale. Durante questo periodo si sono giocate la Coppa Bessarabia e due edizioni non ufficialmente riconosciute (1942-43 e 1943-44) | Campionato interrotto a causa della seconda guerra mondiale. Durante questo periodo si sono giocate la Coppa Bessarabia e due edizioni non ufficialmente riconosciute (1942-43 e 1943-44) | Campionato interrotto a causa della seconda guerra mondiale. Durante questo periodo si sono giocate la Coppa Bessarabia e due edizioni non ufficialmente riconosciute (1942-43 e 1943-44) | Campionato interrotto a causa della seconda guerra mondiale. Durante questo periodo si sono giocate la Coppa Bessarabia e due edizioni non ufficialmente riconosciute (1942-43 e 1943-44) |
| 1943-1944 | Campionato interrotto a causa della seconda guerra mondiale. Durante questo periodo si sono giocate la Coppa Bessarabia e due edizioni non ufficialmente riconosciute (1942-43 e 1943-44) | Campionato interrotto a causa della seconda guerra mondiale. Durante questo periodo si sono giocate la Coppa Bessarabia e due edizioni non ufficialmente riconosciute (1942-43 e 1943-44) | Campionato interrotto a causa della seconda guerra mondiale. Durante questo periodo si sono giocate la Coppa Bessarabia e due edizioni non ufficialmente riconosciute (1942-43 e 1943-44) | Campionato interrotto a causa della seconda guerra mondiale. Durante questo periodo si sono giocate la Coppa Bessarabia e due edizioni non ufficialmente riconosciute (1942-43 e 1943-44) |
| 1944-1945 | Campionato interrotto a causa della seconda guerra mondiale. Durante questo periodo si sono giocate la Coppa Bessarabia e due edizioni non ufficialmente riconosciute (1942-43 e 1943-44) | Campionato interrotto a causa della seconda guerra mondiale. Durante questo periodo si sono giocate la Coppa Bessarabia e due edizioni non ufficialmente riconosciute (1942-43 e 1943-44) | Campionato interrotto a causa della seconda guerra mondiale. Durante questo periodo si sono giocate la Coppa Bessarabia e due edizioni non ufficialmente riconosciute (1942-43 e 1943-44) | Campionato interrotto a causa della seconda guerra mondiale. Durante questo periodo si sono giocate la Coppa Bessarabia e due edizioni non ufficialmente riconosciute (1942-43 e 1943-44) |
| 1945-1946 | Campionato interrotto a causa della seconda guerra mondiale. Durante questo periodo si sono giocate la Coppa Bessarabia e due edizioni non ufficialmente riconosciute (1942-43 e 1943-44) | Campionato interrotto a causa della seconda guerra mondiale. Durante questo periodo si sono giocate la Coppa Bessarabia e due edizioni non ufficialmente riconosciute (1942-43 e 1943-44) | Campionato interrotto a causa della seconda guerra mondiale. Durante questo periodo si sono giocate la Coppa Bessarabia e due edizioni non ufficialmente riconosciute (1942-43 e 1943-44) | Campionato interrotto a causa della seconda guerra mondiale. Durante questo periodo si sono giocate la Coppa Bessarabia e due edizioni non ufficialmente riconosciute (1942-43 e 1943-44) |
| 1946-1947 | IT Arad | Carmen Bucarest | CFR Timișoara | Ladislau Bonyhádi (IT Arad) (26) |
| 1947-1948 | IT Arad (2) | CFR Timișoara | CFR | Ladislau Bonyhádi (IT Arad) (49) |
| 1948-1949 | Oradea | Rapid Bucarest | Jiul Petroșani | Gheorghe Váczi (CA Oradea) (24) |
| 1950      | UT Arad (3) | Rapid Bucarest | Știința Timișoara | Andrei Rădulescu (Rapid Bucarest) (18) |
| 1951      | Steaua Bucarest | Dinamo Bucarest | Progresul Oradea | Gheorghe Váczi (Progresul Oradea) (23) |
| 1952      | Steaua Bucarest (2) | Dinamo Bucarest | Câmpulung Moldovenesc | Titus Ozon (Dinamo Bucarest) (17) |
| 1953      | Steaua Bucarest (3) | Dinamo Bucarest | Flamura Roșie Arad | Titus Ozon (Dinamo Bucarest) (12) |
| 1954      | UT Arad (4) | Steaua Bucarest | Dinamo Bucarest | Alexandru Ene (Dinamo Bucarest) (20) |
| 1955      | Dinamo Bucarest | Flacara Ploiești | Progresul Bucarest | Ion Ciosescu (Știința Timișoara) (18) |
| 1956      | Steaua Bucarest (4) | Dinamo Bucarest | Știința Timișoara | Ion Alecsandrescu (Steaua Bucarest) (18) |
| 1957-1958 | Petrolul Ploiești | Steaua Bucarest | Știința Timișoara | Ion Ciosescu (Știința Timișoara) (21) |
| 1958-1959 | Petrolul Ploiești (2) | Dinamo Bucarest | Steaua Bucarest | Gheorghe Ene (Rapid Bucarest) (17) |
| 1959-1960 | Steaua Bucarest (5) | Steagul Roșu Brașov | Petrolul Ploiești | Gheorghe Constantin (Steaua Bucarest) (20) |
| 1960-1961 | Steaua Bucarest (6) | Dinamo Bucarest | Rapid Bucarest | Gheorghe Constantin (Steaua Bucarest) (22) |
| 1961-1962 | Dinamo Bucarest (2) | Petrolul Ploiești | Progresul Bucarest | Gheorghe Constantin (Steaua Bucarest) (24) |
| 1962-1963 | Dinamo Bucarest (3) | Steaua Bucarest | Știința Timișoara | Ion Ionescu (Rapid Bucarest) (20) |
| 1963-1964 | Dinamo Bucarest (4) | Rapid Bucarest | Steaua Bucarest | Constantin Frățilă (Dinamo Bucarest) (19) Cornel Pavlovici (Steaua Bucarest) (19) |
| 1964-1965 | Dinamo Bucarest (5) | Rapid Bucarest | Steaua Bucarest | Mihai Adam (Stiinta Cluj) (18) |
| 1965-1966 | Petrolul Ploiești (3) | Rapid Bucarest | Dinamo Bucarest | Ion Ionescu (Rapid Bucarest) (24) |
| 1966-1967 | Rapid Bucarest | Dinamo Bucarest | FCU Craiova | Ion Oblemenco (Universitatea Craiova) (17) |
| 1967-1968 | Steaua Bucarest (7) | Argeș Pitești | Dinamo Bucarest | Mihai Adam (U Cluj) (15) |
| 1968-1969 | UT Arad (5) | Dinamo Bucarest | Rapid Bucarest | Florea Dumitrache (Dinamo Bucarest) (22) |
| 1969-1970 | UT Arad (6) | Rapid Bucarest | Steaua Bucarest | Ion Oblemenco (Universitatea Craiova) (19) |
| 1970-1971 | Dinamo Bucarest (6) | Rapid Bucarest | Steaua Bucarest | Florea Dumitrache (Dinamo Bucarest) (15) Constantin Moldoveanu (Politehnica Iași) (15) Gheorghe Tătaru (Steaua Bucarest) (15)                                                             |
| 1971-1972 | Argeș Pitești | UT Arad | U Cluj | Ion Oblemenco (Universitatea Craiova) (20) |
| 1972-1973 | Dinamo Bucarest (7) | FCU Craiova | Argeș Pitești | Ion Oblemenco (Universitatea Craiova) (21) |
| 1973-1974 | FCU Craiova | Dinamo Bucarest | Brașov | Mihai Adam (CFR Cluj) (23) |
| 1974-1975 | Dinamo Bucarest (8) | ASA Târgu Mureș | FCU Craiova | Dudu Georgescu (Dinamo Bucarest) (33) |
| 1975-1976 | Steaua Bucarest (8) | Dinamo Bucarest | ASA Târgu Mureș | Dudu Georgescu (Dinamo Bucarest) (31) |
| 1976-1977 | Dinamo Bucarest (9) | Steaua Bucarest | FCU Craiova | Dudu Georgescu (Dinamo Bucarest) (47) |
| 1977-1978 | Steaua Bucarest (9) | Argeș Pitești | Timișoara | Dudu Georgescu (Dinamo Bucarest) (24) |
| 1978-1979 | Argeș Pitești (2) | Dinamo Bucarest | Steaua Bucarest | Marin Radu (Argeș Pitești) (22) |
| 1979-1980 | FCU Craiova (2) | Steaua Bucarest | Argeș Pitești | Septimiu Câmpeanu (U Cluj) (24) |
| 1980-1981 | FCU Craiova (3) | Dinamo Bucarest | Argeș Pitești | Marin Radu (Argeș Pitești) (28) |
| 1981-1982 | Dinamo Bucarest (10) | FCU Craiova | Corvinul Hunedoara | Anghel Iordănescu (Steaua Bucarest) (20) |
| 1982-1983 | Dinamo Bucarest (11) | FCU Craiova | Sportul Studențesc | Petre Grosu (Bihor Oradea) (20) |
| 1983-1984 | Dinamo Bucarest (12) | Steaua Bucarest | FCU Craiova | Marcel Coraș (Sportul Studențesc) (18) |
| 1984-1985 | Steaua Bucarest (10) | Dinamo Bucarest | Sportul Studențesc | Gheorghe Hagi (Sportul Studențesc) (20) |
| 1985-1986 | Steaua Bucarest (11) | Sportul Studențesc | FCU Craiova | Gheorghe Hagi (Sportul Studențesc) (31) |
| 1986-1987 | Steaua Bucarest (12) | Dinamo Bucarest | Victoria Bucarest | Rodion Cămătaru (Dinamo Bucarest) (44) |
| 1987-1988 | Steaua Bucarest (13) | Dinamo Bucarest | Victoria Bucarest | Victor Pițurcă (Steaua Bucarest) (34) |
| 1988-1989 | Steaua Bucarest (14) | Dinamo Bucarest | Victoria Bucarest | Dorin Mateuț (Dinamo Bucarest) (43) |
| 1989-1990 | Dinamo Bucarest (13) | Steaua Bucarest | FCU Craiova | Gavril Pelé Balint (Steaua Bucarest) (19) |
| 1990-1991 | FCU Craiova (4) | Steaua Bucarest | Dinamo Bucarest | Ovidiu Cornel Hanganu (Corvinul Hunedoara) (24) |
| 1991-1992 | Dinamo Bucarest (14) | Steaua Bucarest | Electroputere Craiova | Gábor Gerstenmájer (Dinamo Bucarest) (21) |
| 1992-1993 | Steaua Bucarest (15) | Dinamo Bucarest | FCU Craiova | Ilie Dumitrescu (Steaua Bucarest) (24) |
| 1993-1994 | Steaua Bucarest (16) | FCU Craiova | Dinamo Bucarest | Gheorghe Craioveanu (Universitatea Craiova) (22) |
| 1994-1995 | Steaua Bucarest (17) | FCU Craiova | Dinamo Bucarest | Gheorghe Craioveanu (Universitatea Craiova) (27) |
| 1995-1996 | Steaua Bucarest (18) | Național Bucarest | Rapid Bucarest | Ion Vlădoiu (Steaua Bucareșt) (25) |
| 1996-1997 | Steaua Bucarest (19) | Național Bucarest | Dinamo Bucarest | Sabin Ilie (Steaua Bucarest) (31) |
| 1997-1998 | Steaua Bucarest (20) | Rapid Bucarest | Argeș Pitești | Vasile Oană (Gloria Bistrița) (22) |
| 1998-1999 | Rapid Bucarest (2) | Dinamo Bucarest | Steaua Bucarest | Ioan Viorel Ganea (Gloria Bistrița/Rapid Bucarest) (28) |
| 1999-2000 | Dinamo Bucarest (15) | Rapid Bucarest | Steaua Bucarest | Marian Savu (Național Bucarest) (20) |
| 2000-2001 | Steaua Bucarest (21) | Dinamo Bucarest | Brașov | Marius Niculae (Dinamo Bucarest) (20) |
| 2001-2002 | Dinamo Bucarest (16) | Național Bucarest | Rapid Bucarest | Cătălin Cursaru (FCM Bacău) (17) |
| 2002-2003 | Rapid Bucarest (3) | Steaua Bucarest | Gloria Bistrița | Claudiu Răducanu (Steaua Bucarest) (21) |
| 2003-2004 | Dinamo Bucarest (17) | Steaua Bucarest | Rapid Bucarest | Ionel Dănciulescu (Dinamo Bucarest) (21) |
| 2004-2005 | Steaua Bucarest (22) | Dinamo Bucarest | Rapid Bucarest | Gheorghe Bucur (Sportul Studențesc) (21) Claudiu Niculescu (Dinamo Bucarest) (21) |
| 2005-2006 | Steaua Bucarest (23) | Rapid Bucarest | Dinamo Bucarest | Ionuț Mazilu (Sportul Studențesc) (22) |

### Liga I (2006-presente)
| Stagione  | Vincitore            | Secondo         | Terzo             | Capocannoniere                                                                |
| --------- | -------------------- | --------------- | ----------------- | ----------------------------------------------------------------------------- |
| 2006-2007 | Dinamo Bucarest (18) | Steaua Bucarest | CFR Cluj          | Claudiu Niculescu (Dinamo Bucarest) (18)                                      |
| 2007-2008 | CFR Cluj             | Steaua Bucarest | Rapid Bucarest    | Ionel Dănciulescu (Dinamo Bucarest) (21)                                      |
| 2008-2009 | Unirea Urziceni      | Timișoara       | Dinamo Bucarest   | Gheorghe Bucur (FC Timisoara) (17) Florin Costea (Universitatea Craiova) (17) |
| 2009-2010 | CFR Cluj (2)         | Unirea Urziceni | Vaslui            | Andrei Cristea (Dinamo Bucarest) (16)                                         |
| 2010-2011 | Oțelul Galați        | Timișoara       | Vaslui            | Ianis Zicu (Timișoara) (18)                                                   |
| 2011-2012 | CFR Cluj (3)         | Vaslui          | Steaua Bucarest   | Wesley (Vaslui) (27)                                                          |
| 2012-2013 | Steaua Bucarest (24) | Pandurii        | Petrolul Ploiești | Raul Rusescu (Steaua Bucarest) (21)                                           |
| 2013-2014 | Steaua Bucarest (25) | Astra Giurgiu   | Petrolul Ploiești | Liviu Antal (Vaslui) (16)                                                     |
| 2014-2015 | Steaua Bucarest (26) | Târgu Mureș     | Astra Giurgiu     | Grégory Tadé (CFR Cluj) (18)                                                  |
| 2015-2016 | Astra Giurgiu        | Steaua Bucarest | Pandurii          | Ioan Hora (Pandurii) (18)                                                     |
| 2016-2017 | Viitorul Costanza    | Steaua Bucarest | Dinamo Bucarest   | Azdren Llullaku (Gaz Metan Medias) (16)                                       |
| 2017-2018 | CFR Cluj (4)         | FCSB            | U Craiova         | George Țucudean (Viitorul Costanza 11 Cluj 4) (15) Harlem Gnohéré (FCSB) (15) |
| 2018-2019 | CFR Cluj (5)         | FCSB            | Viitorul Costanza | George Țucudean (Cluj) (18)                                                   |
| 2019-2020 | CFR Cluj (6)         | U Craiova       | Astra Giurgiu     | Gabriel Iancu (Viitorul Costanza) (18)                                        |
| 2020-2021 | CFR Cluj (7)         | FCSB            | U Craiova         | Florin Tănase (FCSB) (22)                                                     |
| 2021-2022 | CFR Cluj (8)         | FCSB            | U Craiova         | Florin Tănase (FCSB) (19)                                                     |
| 2022-2023 | Farul Costanza       | FCSB            | CFR Cluj          | Marko Dugandzic (Rapid Bucarest) (22)                                         |
| 2023-2024 | FCSB (27)            | CFR Cluj        | U Craiova         | Florinel Coman (FCSB) Philip Otele (Cluj) (18)                                |

## Vittorie per squadra
| Squadra                               | Città       | Titoli | Stagione |
| ------------------------------------- | ----------- | ------ | --- |
| Steaua Bucarest                       | Bucarest    | 27     | 1951, 1952, 1953, 1956, 1959-1960, 1960-1961, 1967-1968, 1975-1976, 1977-1978, 1984-1985, 1985-1986, 1986-1987, 1987-1988, 1988-1989, 1992-1993, 1993-1994, 1994-1995, 1995-1996, 1996-1997, 1997-1998, 2000-2001, 2004-2005, 2005-2006, 2012-2013, 2013-2014, 2014-2015, 2023-2024 |
| Dinamo Bucarest                       | Bucarest    | 18     | 1955, 1961-1962, 1962-1963, 1963-1964, 1964-1965, 1970-1971, 1972-1973, 1974-1975, 1976-1977, 1981-1982, 1982-1983, 1983-1984, 1989-1990, 1991-1992, 1999-2000, 2001-2002, 2003-2004, 2006-2007                                                                                     |
| CFR Cluj                              | Cluj-Napoca | 8      | 2007-2008, 2009-2010, 2011-2012, 2017-2018, 2018-2019, 2019-2020, 2020-2021, 2021-2022 |
| Venus Bucarest                        | Bucarest    | 7      | 1919-1920, 1928-1929, 1931-1932, 1933-1934, 1936-1937, 1938-1939, 1939-1940 |
| IT Arad / UT Arad                     | Arad        | 6      | 1946-1947, 1947-1948, 1950, 1954, 1968-1969, 1969-1970 |
| Chinezul Timișoara                    | Timișoara   | 6      | 1921-1922, 1922-1923, 1923-1924, 1924-1925, 1925-1926, 1926-1927 |
| Juventus Bucarest / Petrolul Ploiești | Ploiești    | 4      | 1929-1930, 1957-1958, 1958-1959, 1965-1966 |
| Ripensia Timișoara                    | Timișoara   | 4      | 1932-1933, 1934-1935, 1935-1936, 1937-1938 |
| U Craiova                             | Craiova     | 4      | 1973-1974, 1979-1980, 1980-1981, 1990-1991 |
| Rapid Bucarest                        | Bucarest    | 3      | 1966-1967, 1998-1999, 2002-2003 |
| Argeș Pitești                         | Pitești     | 2      | 1971-1972, 1978-1979 |
| Colentina București                   | Bucarest    | 2      | 1912-1913, 1913-1914 |
| Olympia București                     | Bucarest    | 2      | 1909-1910, 1910-1911 |
| Farul Costanza                        | Costanza    | 1      | 2022-2023 |
| Viitorul Costanza                     | Costanza    | 1      | 2016-2017 |
| Astra Giurgiu                         | Giurgiu     | 1      | 2015-2016 |
| Oțelul Galați                         | Galați      | 1      | 2010-2011 |
| Unirea Urziceni                       | Urziceni    | 1      | 2008-2009 |
| Oradea                                | Oradea      | 1      | 1948-1949 |
| Unirea Tricolor Bucarest              | Bucarest    | 1      | 1940-1941 |
| CSM Reșița                            | Reșița      | 1      | 1930-1931 |
| Colțea Brașov                         | Brașov      | 1      | 1927-1928 |
| Tricolor Bucarest                     | Bucarest    | 1      | 1920-1921 |
| Prahova Ploiești                      | Ploiești    | 1      | 1915-1916 |
| Româno-Americana Ploiești             | Ploiești    | 1      | 1914-1915 |
| United Ploiești                       | Ploiești    | 1      | 1911-1912 |